# Le Château-d’Oléron
Le Château-d’Oléron település Franciaországban, Charente-Maritime megyében. Lakosainak száma 4359 fő (2022. január 1.). Le Château-d’Oléron Bourcefranc-le-Chapus, Dolus-d’Oléron, Saint-Trojan-les-Bains és Le Grand-Village-Plage községekkel határos.

## Népesség
A település népességének változása:
| Lakosok száma | 3254 | 3411 | 3544 | 3884 | 4005 | 4121 | 4184 | 4270 | 4312 | 4359 |
|               | 1968 | 1982 | 1990 | 2006 | 2013 | 2015 | 2017 | 2019 | 2020 | 2022 |